# Belisaria
Belisaria is een geslacht van vlinders van de familie tandvlinders (Notodontidae), uit de onderfamilie Notodontinae.

## Soorten
- B. camerunica Kiriakoff, 1965
- B. disjuncta Kiriakoff, 1973